# Luger 1900/1906
Pour les articles homonymes, voir Luger.
Le Luger 1900 fut adopté le 4 mai 1900 par l'Armée suisse comme pistolet d'ordonnance 1900. Il fut l'arme qui servit de base au célèbre Luger 1908 ou P08. Il diffère essentiellement de celui-ci par son calibre, son canon plus long et la présence d'une sureté de poignée. Il tire la munition 7,65 mm Parabellum. Il fut fabriqué en série à partir de 1901 et perfectionné en 1906 par la DWM et adopté ensuite par plusieurs autres nations européennes et sud-américaines.

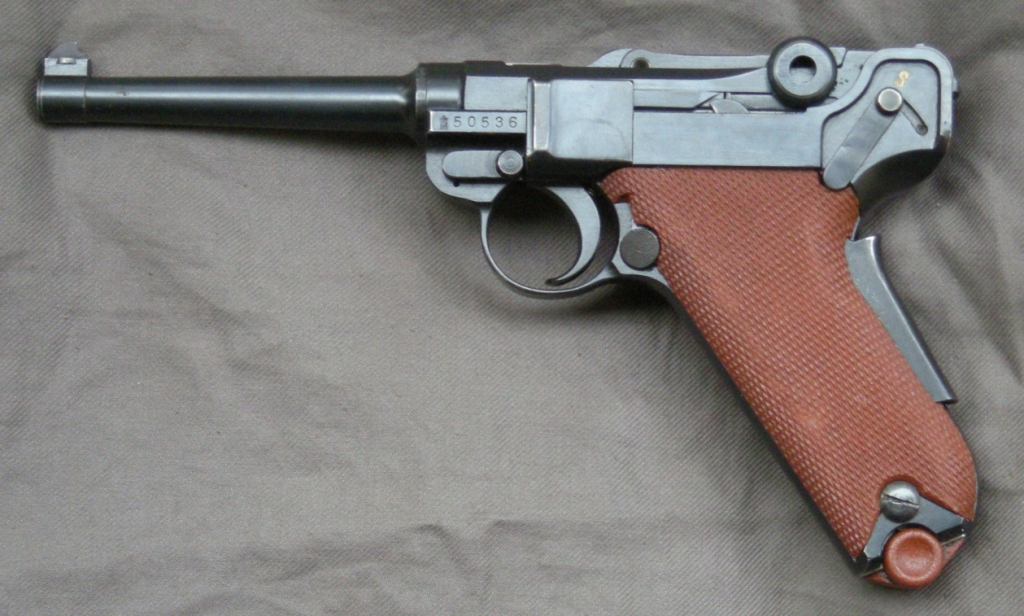
Pistolet 1906/29

## Technique
Le pistolet Luger est une arme semi-automatique tirant en coup par coup et utilisant pour son fonctionnement l'énergie produite par le recul. La partie mobile de l’arme se compose du canon, de la boite à culasse sous forme d’une fourche et de la culasse avec son système de verrouillage, soit la genouillère. La partie fixe, ou carcasse, contient le système de détente, le chargeur et le ressort de récupération dans la poignée. La partie mobile glisse dans des coulisses de la carcasse. 
Au départ du coup, la partie mobile effectue un mouvement de recul. Les boutons de chargement sur la genouillère sont levés par des rampes placées à l’arrière de la carcasse, ce qui déverrouille la culasse. Celle-ci recule et extrait l'étui qui est éjecté. Ensuite, le système mobile y compris la culasse sont tirés en avant par le ressort de récupération se trouvant dans la carcasse, la culasse pousse une nouvelle cartouche dans la chambre, l’arme est prête à tirer.

## Spécifications
- Calibre : 7,65 mm Parabellum
- Poids non chargé : 890 g
- Poids chargé : 975 g
- Longueur : 238 mm
- Longueur du canon : 122 mm
- Instruments de visée : fixe
- Capacité du chargeur : 8 coups